# Joan-Josep Tharrats i Vidal
Joan-Josep Tharrats i Vidal (Girona, 5 de març de 1918 – Barcelona, 4 de juliol de 2001) fou un pintor, teòric d'art i editor català.

## Biografia
Fill de Josep Tharrats i Vilà, el 1932 es traslladà a Besiers, on rep una educació bàsicament literària, fins al 1935 quan tornà a Barcelona. Estudià batxillerat a l'Institut Salmeron i ingressà a l'Escola Massana.
L'any 1938 imprimí un petit llibre de poemes i dibuixos que titulà Abracadabra. La Guerra Civil espanyola però, trencà els seus estudis. El 1939 s'acaba la Guerra Civil, i el servei militar se li allargà quatre anys més. És destinat a Ceuta. Durant aquell temps visita Tetuan, València, Còrdoba i Madrid, i coneix el Museo del Prado. L'any 1942 recomençà la seva activitat artística. Tornà a Barcelona, on assisteix a gairebé tots els concerts que se celebren a la ciutat. El 1943 es casà amb Pilar Ral i Ferrer i, poc després, s'ha de reincorporar al servei militar. El 1944 naixia el seu primer fill, Eduard.
Inicialment temptejà amb l'impressionisme, i fa dibuixos al pastel influït per Toulousse-Lautrec i Van Gogh, però canvià vers l'art abstracte per influència de Piet Mondrian i Vassili Kandinski. El 1946 utilitzava com a material papers retallats o estripats, taques i enganxaments. El 1947 conegué a l'Institut Francès de Barcelona a diferents artistes com el filòsof Arnau Puig Grau, el pintor Joan Ponç, i el poeta Joan Brossa. Poc després coneix a Modest Cuixart, Antoni Tàpies i Josep Vicenç Foix, amb alguns dels quals fundà Dau al Set, i organitzà exposicions, activitats culturals i edità la revista Dau al Set, on sovint se'l considera com a fundador, el setembre de 1948 en surt el primer número. Bona part de la revista s'estampà en la màquina Boston del seu taller, i la seva estètica personal impregnà les planes d'aquella publicació. Aquest mateix any naixia el seu segon fill, Joan de la Creu.

L'any 1949 els membres del grup Dau al Set visiten Joan Miró. Realitzà el primer viatge a París, on es posa en contacte amb l'obra dels mestres de l'art modern: Kandinsky, Klee, Ernst, Picasso, Matisse, Chagall i Giacometti.
El 1950 exposà individualment per primer cop a les galeries El Jardín de Barcelona, i des d'aleshores arribà a ésser un dels pintors catalans més coneguts internacionalment. Exposà a Guadalajara (Mèxic), en una col·lectiva en homenatge a Paul Klee. Durant aquest any publica el llibre Antoni Tàpies o el Dau Modern de Versalles. Intervé en les activitats del Club 49. Estabeix també els primers contactes amb el Museu d'Art Modern de Nova York, que qualifica Dau al Set com una de les publicacions avantguardistes més interessants del món.
L'any 1951 celebrà l'exposició Dau al Set a la Sala Caralt, i va escriure la presentació dels set components del grup. El 1952 va conèixer el pintor Salvador Dalí. Publicà a Revista articles sobre l'art de les avantguardes, n'hi publicarà gairebé 350 fins a l'any 1982. L'any 1953 obtingué una beca de l'Institut Francès per estudiar a Valauri. Viatja a Bèlgica i Holanda i visita l'estudi Picasso a Valauri. Coneix a Barcelona el poeta Jean Cocteau i a Cadaqués a Marcel Duchamp. Des del 1954 exposà regularment a la Sala Gaspar de Barcelona. Organitzà l'exposició Quatre gats a la Sala Parés de Barcelona. Viatjà a Itàlia, on conegué Giorgio de Chirico i Carlo Carrà. Primeres maculatures. El 1955 exposà a Estocolm i Nova York. Salvador Dalí escriu un text per a l'exposició de Tàpies i Tharrats a Estocolm. Fou premiat en la III Biennal Hispanoamericana de Barcelona. El 1956 participà en la XXVIII Biennal de Venècia. Realitzà una sèrie de joies, esmalts i escultures. Començà a estiuejar a la població empordanesa de Cadaqués. Fou l'any 1957 quan fundà el Saló de Maig de Barcelona. Viatjà a Suïssa, Àustria i Alemanya i exposà a València, Madrid i Barcelona. A Cadaqués coneix el poeta Carles Riba. L'any següent fa estades a Zuric, Lausana i Milà, on coneix a Lucio Fontana. Exposà les seves obres a Lausana, Zuric i Barcelona.
El 1959 participà en la V Biennal de São Paulo, en la International Art Exhibition del The Mainichi News Papers de Tòquio, fa estades a París i Munic i participa en l'exposició 13 Peintres Espagnols celebrada al Museu de les Arts Decoratives de París. El 1960 participa en la XXX Biennal de Venècia. Exposà a Lausana, Roma i Barcelona.
L'any 1961 participà en la gran mostra New Spanish Painting ans Sculptures del Museu d'Art Modern de Nova York. En el primer viatge als Estats Units, coneix Ernst, de Kooning i Rothko. Fundà el grup 0 Figura amb Vilacasas, Claret, Hernàndez-Pijuan, Subirachs i Santos Torroella. El 1962 tornà als Estats Units, participà en l'exposició de pintura espanyola de la Tate Gallery de Londres i en la gran exposició de la Beethovenhalle de Bonn. L'any 1963 pintà la sèrie Homenatge a Delacroix, que exposà a la Sala Gaspar de Barcelona. Participà en la VII Biennal de Tòquio i en la V d'Alexandria. El 1964 exposà a la sèrie Paisatges genesíacs a la biennal de Venècia i el seu Homenatge a Velázquez (actualment al Museu Guggenheim de Nova York), a la Fira de Nova York. Viatjà a Grècia i Turquia. El 1965 inicià als Estats Units una exposició antològica itinerant per Waitsfield, Bristol, Tampa, Miami, Jacksonville, Oklahoma, Fort Worth... Participà en la Mostra de Pintura, Escultura i Gravat Contemporani a l'Acadèmia de Belles Arts de Roma.
El 1966 és convidat per l'astronauta Charles Conrad al llançament del coet Gemini XI, al Cap Kennedy, participà en l'exposició Greetings del Museu d'Art Modern de Nova York. Va dissenyar el paviment dels Jardins del Mirador de l'Alcalde, inaugurats l'any 1969 a Montjuïc, que formen part del Catàleg del Patrimoni Artístic de la ciutat de Barcelona. Es tracta d'un mosaic de 420 m2 i per a la seva realització es van fer usar materials com còdols, llambordes, maons, rajoles posades de cantó, culs d'ampolla, peces de formigó, peces de ferro diverses (cadenes, rodes dentades, filaments, caragols i femelles, planxes... procedents de maquinària desballestada) o fragments de tapes de registres dels serveis urbans del subsòl. Fundà l'Associació d'Artistes Actuals.
El 1967 finalitzà la seva mostra itinerant pels Estats Units després d'exposar-se a Los Angeles, Las Vegas, Montreal, Memphis, Millwakee, Portland, Nashville, Tacoma i el The Hudson River Museum de Nova York. El 1968 exposà al Museo Nacional d'Arte Moderno de Mèxic, i fa estades a Alemanya, Txecoslovàquia, Iugoslàvia, Àustria i Itàlia. El 1969 exposà a la Galeria l'Entreacte de Lausana i col·laborà en l'exposició Art Espagnol d'Aujour d'hui, al Museu Rath de Ginebra. El 1970 fa estades a la Fira d'Osaka, Kuwait, Índia, Pakistan, Tailàndia, Hong-Kong, Formosa, Japó i Alaska. Pintà la sèrie en homenatge a Hokusai. El 1971 participà en les exposicions Comunicacions a l'Espai (Ginebra) i 113 Pittori e il Cervino (Torí). El 1972 participà en l'exposició d'homenatge a l'arquitecte Josep Lluís Sert, a Tenerife.
L'any 1973 realitzà 12 litografies inspirades en el llibre del Génesi. Organitzà a Cadaqués l'exposició Homenatge a Marcel Duchamp. El 1974 participà en l'exposició Graphics'74 Spain, organitzada per la Universitat de Kentucky. L'any següent, el 1975, fa l'exposició número 100 a la Fontana d'Or de Girona. El catàleg és prologat per l'escriptor Josep Pla. Durant aquest any mor també el seu pare, el poeta Josep Tharrats. L'any 1977 edició de la carpeta amb 13 grans litografies i serigrafies Homes i estrelles. El 1978 realització del film Tharrats, de Jordi Cadena.
El 1980 exposició Cent anys de cultura catalana (1880-1980) al parque del Retiro de Madrid. Mor també la seva mare, Càndida Vidal. Edità la carpeta de litografies i serigrafies amb els dotze signes del Zodíac. El 1981 mor la seva esposa, Pilar Ral. La Generalitat el guardona per l'edició del llibre Cent anys de pintura a Cadaqués. El 1982 publica el llibre Picasso i els pintors catalans en el ballet. El 1983 publicà la revista d'art i poesia Negre +, de la qual s'editaren 20 números. La Generalitat li concedí la Creu de Sant Jordi. Exposà a la Sala Gaspar una sèrie d'interpretacions d'obres dels grans mestres. L'any 1985 exposà al Centre d'Études Catalanes de París i participà en la mostra Les Noces Catalanes: Barcelona-París, a la galeria Art Curial (París). El 1988 treballà en una sèrie de 25 tapissos que es realitzen als obradors de Girona que dirigeix Carles Delclaux.
L'any 1989 viatjà per tercer cop al Japó. Participà en l'exposició La Segona Avantguarda, organitzada per la Generalitat de Catalunya amb motiu del Mil·lenari de Catalunya i en la mostra 17 Pintors Catalans i la Revolució Francesa. Exposà per primer cop a Pineda de Mar. L'Ajuntament posà el seu nom a un carrer de la població. L'any 1990 contreu segones núpcies amb Carme Palao, companya d'estudis de l'Institut Salmeron. El 1991, s'inaugurà la Fundació Tharrats d'Art Gràfic de Pineda de Mar. Presentà Camí de la Creu, 14 gravats sobre la Setmana Santa. Exposició Tharrats, un pintor d'Europa al Parlament Europeu. El 1992 exposició Grans Maculatures a la Fundació Tharrats; El Surrealismo en la Posguerra Española a Ciudad de Ceniza, Terol; Pintors i Escultors Catalans de la Segona Avantguarda al Palau del Consell d'Europa d'Estrasburg, i L'Informalisme a Catalunya, a Barcelona. publicà el llibre Dames de tots colors.
L'any 1993 exposició antològica Setanta-cinc anys al Palau Robert de Barcelona i de tapissos a Còrdova. La Generalitat li concedeix el Premi Nacional d'Arts Plàstiques. Participà en l'homenatge a Joan Miró que organitza la Fundació Tharrats de Pineda de Mar. Publicà el llibre Surrealisme a l'Empordà i altres fantasies. El 1994 ingressa com a Acadèmic Electe a la Reial Acadèmia Catalana de Belles Arts de Sant Jordi i pronuncia el discurs L'art de la il·lustració a la Catalunya del segle xx, que publica com a opuscle. Inaugura la darrera exposició individual a Pineda de Mar, que titula Perspectiva còsmica i hi presenta el llibre Pau Casals, el català del segle. L'any 1996 gran exposició antològica al Museu d'Art d'Ashikaga (Japó).
El 2000 mor sobtadament el seu fill Eduard.
El dia 4 de juliol de 2001 mor a Barcelona, dos dies més tard és enterrat a Cadaqués.
El 2009 la Diputació de Barcelona li va dedicar l'exposició itinerant Les maculatures de Tharrats.
Fou un dels capdavanters de l'avantguardisme català de la postguerra. Evolucionà d'una abstracció lineal d'influència surrealista amb Dau al Set, cap a un informalisme de textura rica, color abundant i grafia lliure. En el seu univers màgic les formes hi fluctuen lliurement. Tingué una versió pròpia de les tècniques d'estampació (maculatures) que li permeteren aconseguir creacions fantasioses. També va fer cartells, il·lustrà llibres i va fer murals, vitralls, mosaics, joies i fins i tot escenografies d'òpera (Spleen de 1984).
El 1994 fou nomenat membre de la Reial Acadèmia de Belles Arts de Sant Jordi. El 1983 va rebre la Creu de Sant Jordi de la Generalitat de Catalunya i el 1994 el Premi Nacional d'Arts Plàstiques del Ministeri de Cultura d'Espanya.
Es poden trobar peces de l'artista al Museu Abelló de Mollet del Vallès i a la Biblioteca Museu Víctor Balaguer de Vilanova i la Geltrú, en concret Primera figura, una composició abstracta de marcat caràcter tatxista, i Homenatge a Cousteau, també de marcada composició abstracta.

## Fundació Tharrats

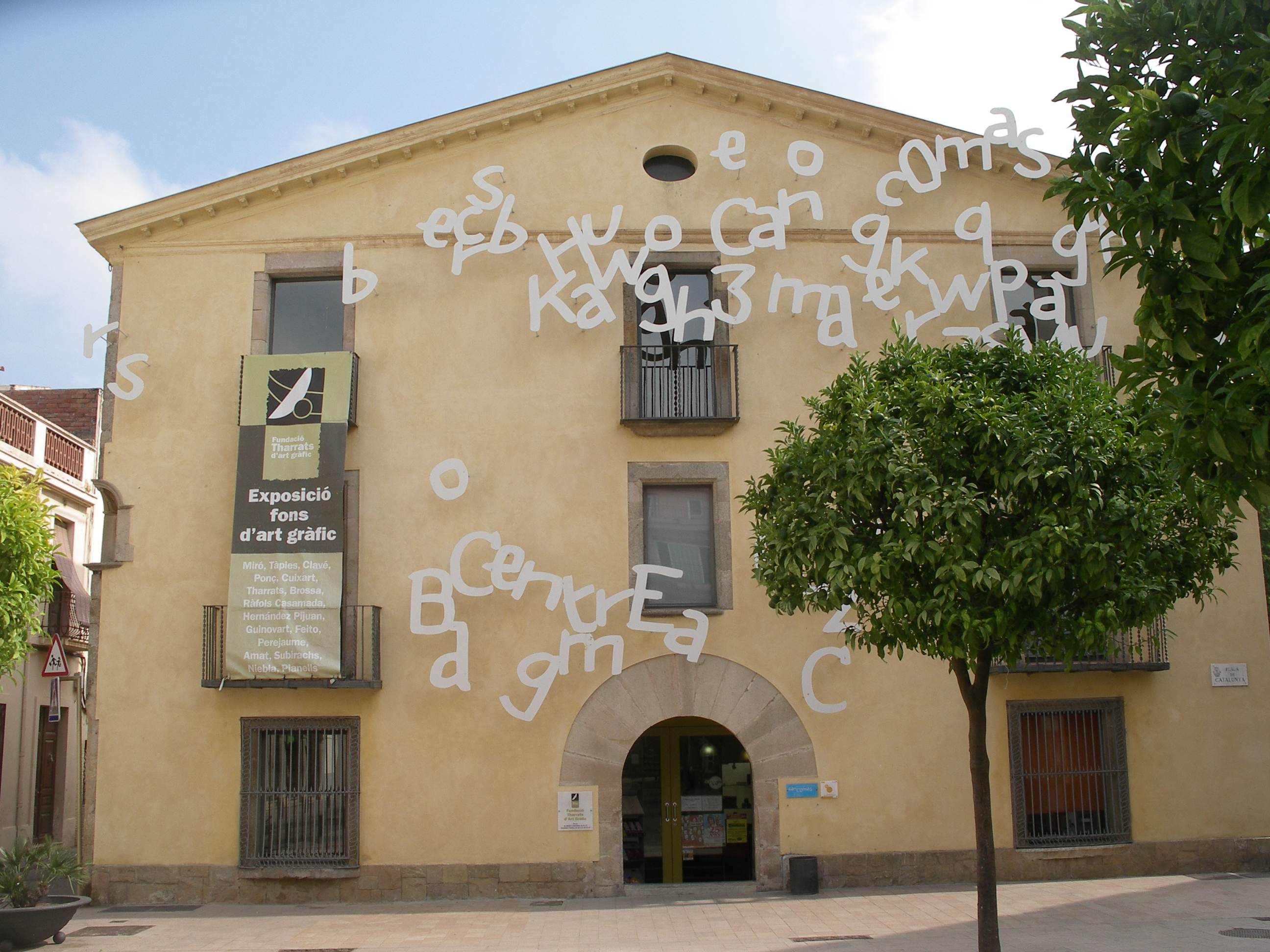
Fundació Tharrats d'Art Gràfic, a Pineda de Mar

Durant l'any noranta Joan Josep Tharrats il·lustra la portada del programa de la Festa Major i munta l'exposició Maculatures a l'antiga Sala Municipal de la plaça Catalunya, que s'inaugura pel mes d'agost, coincidint amb la Festa Major de Sant Joan Degollat. Aquesta exposició és important perquè, per primera vegada, es donava a conèixer a Pineda de Mar una de les aportacions més importants de Joan Josep Tharrats a la història de l'art contemporani, les seves maculatures.
Mentrestant, però, anava madurant entre l'equip de govern municipal i l'artista alguna mena de col·laboració que perpetués les excel·lents relacions creades entre Tharrats i Pineda. Hi havia la proposta de fer alguna mena de centre d'art contemporani. Tharrats, amb molt bon criteri, va rebutjar aquesta idea si es volia dedicar a la pintura, per la senzilla raó que ja aleshores, a l'inici de la dècada dels noranta, l'adquisició del fons necessari mínim per dotar la Fundació hagués costat una fortuna. Tharrats, però, va anar donant voltes a la idea fins que va proposar la creació d'un centre dedicat a l'art gràfic. De fet, la idea era bona, perquè aleshores no hi havia cap centre que es dediqués a la difusió d'aquesta tècnica artística tan lligada a l'art contemporani.
D'aquesta manera es va arribar a l'acord de crear la Fundació Tharrats d'Art Gràfic.
Aquesta Fundació portava el nom de l'artista, no només com a manera d'homenatge, sinó també perquè Tharrats va assumir el paper de patró, hi va donar el crèdit del seu prestigi i s'hi va implicar completament fent donació d'un exemplar de cadascuna de les peces i col·leccions de gravats fetes per ell i lliurant tota la col·lecció de gravats d'altres artistes que ell posseïa per al fons de la Fundació. La realitat física de la Fundació Tharrats es feu realitat el 6 d'abril de 1991, quan s'inaugurà a so de bombo i platerets la seu de la Fundació situada al segon pis de la Casa de la Vila.
L'acte va ser presidit pel president del Parlament de Catalunya, Joaquim Xicoy, i va tenir com a amfitrions, a més del patró de la Fundació, Joan Josep Tharrats, l'alcalde de Pineda de Mar d'aleshores, Josep Lluís Fillat, el diputat d'Hisenda de la Diputació de Barcelona, Joan Rangel, i el director general de Patrimoni Artístic de la Generalitat, Eduard Carbonell, acompanyats per tot el consistori en ple.
A partir d'aleshores s'inicien les activitats de la Fundació. Al cap d'un mes de la inauguració, té lloc una exposició sobre la producció gràfica d'artistes estrangers i es fa la presentació del llibre Valentine Hugo, de Cathy Bernheim, a càrrec del prestigiós crític d'art Rafael Santos Torroella.
Pel juny de 1991 la Fundació Tharrats participa activament en l'acte d'homenatge a l'escriptor Vicenç Riera Llorca, amb motiu de la seva mort. Aquest acte emotiu va comptar amb la presència de diversos col·legues de Riera Llorca, com Avel·lí Artís Gener Tísner, Víctor Alba, Teresa Pàmies, Joaquim Ventalló i Pilar Munné, a més del patró de la Fundació, que van glossar la figura i el tarannà de l'enyorat Riera Llorca.
Els actes de la Fundació es multipliquen, com correspon a una institució jove, creada de poc.
Tharrats farà a Pineda, sota l'empara de la Fundació, diverses exposicions individuals: l'any 1992 i a cavall de l'any 1994-1995.
Precisament l'any olímpic del 92, Joan Josep Tharrats serà convidat a fer el pregó de la Festa Major. La Fundació organitza exposicions d'homenatge a Joan Miró, coincidint amb els actes de l'anomenat Any Miró, i al filòleg Joan Coromines, que coincideix amb el norantè aniversari del prestigiós erudit. Són actes que tenen transcendència no només en l'àmbit local i comarcal, no cal dir-ho, sinó també a escala nacional.
La darrera visita de Joan Josep Tharrats a Pineda de Mar va ser el dia 2 d'abril de 1996, en ocasió d'una macroexposició d'art japonès contemporani que es va inaugurar a la Fundació Tharrats. Ja aleshores, Tharrats, que tenia 78 anys, havia començat a mostrar símptomes d'una certa decadència intel·lectual. Els pitjors pronòstics es van complir i J. J. Tharrats es va retirar de la vida pública i artística per culpa d'una malaltia degenerativa.
A partir d'aleshores la Fundació, tot i que no ha deixat de fer un munt de coses, ha sentit, i de quina manera, la manca de guia del patró. Com dèiem, però, aquesta institució no ha deixat de fer coses: d'organitzar exposicions per a la Sala Municipal d'Exposicions, de produir llibres, de fer presentacions...